# Chaperona química
Uma chaperona química (ou chaperona farmacológica) é uma pequena molécula que entra na célula, por meio de uma droga, auxiliando em processos de enovalmento protéico de proteínas com suas conformações incorretas. Mutações em proteínas podem causar problemas no enovelamento, resultando em problemas celulares.
Essas drogas já vem sendo utilizadas em alguns modelos de estudo de doenças, como Diabetes mellitus tipo 2.

## Exemplos de chaperonas químicas
- 4-Fenilbutirato[2]
- TUDCA[3]